# Abby Mann
Abby Mann (Filadelfia, 1 de diciembre de 1927- Beverly Hills, 25 de marzo de 2008) fue un productor cinematográfico y guionista estadounidense.
Hijo de inmigrantes judíos rusos, obtuvo un Oscar al mejor guion adaptado en 1961 por la película Juicio en Núremberg, dirigida por Stanley Kramer. Mann destacó por utilizar temas de contenido ético en guiones para el cine y la televisión, sobre figuras destacadas como Martin Luther King, Simon Wiesenthal (Murderers Among Us: The Simon Wiesenthal Story) y Jimmy Hoffa. Dio también vida al personaje de una película, Kojak, en The Marcus-Nelson Murders, que luego sería una popular serie de televisión en la que el protagonista, un detective de Nueva York, era encarnado por Telly Savalas.

## Premios y distinciones
Premios Óscar
| Año  | Categoría                        | Película                | Resultado |
| ---- | -------------------------------- | ----------------------- | --------- |
| 1962 | Mejor guion adaptado             | ¿Vencedores o vencidos? | Ganador   |
| 1966 | Mejor argumento y guion adaptado | El barco de los locos   | Nominado  |